# Monastero reale dell'Incarnazione

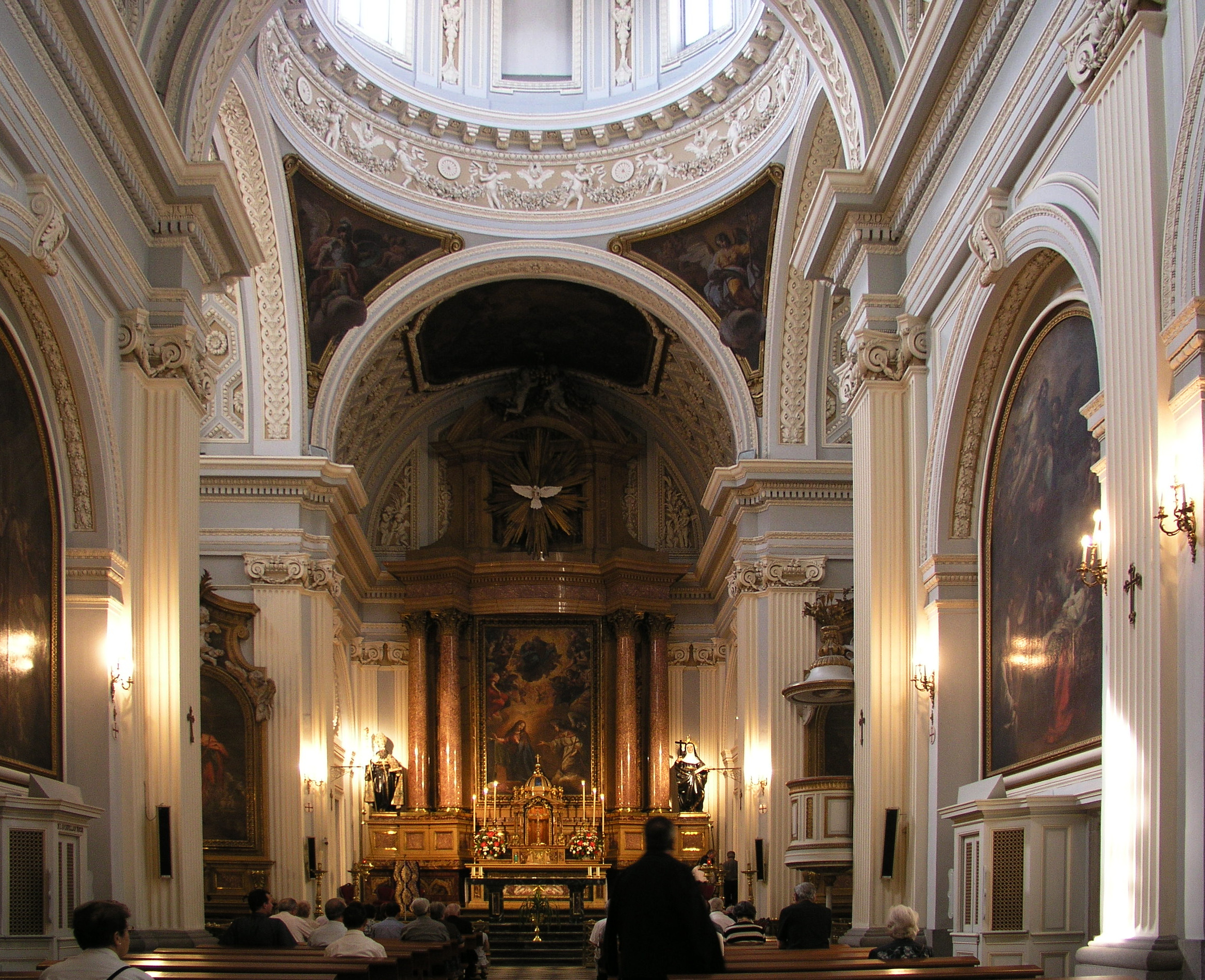
L'interno della chiesa

Il monastero reale dell'Incarnazione è un convento di monache agostiniane recollette ubicato a Madrid, capitale della Spagna. L'istituzione, a cui appartenevano dame della alta nobiltà, è stata fondata dalla regina Margherita d'Austria, moglie di Filippo III, nel XVII secolo. Dato che ospita importanti collezioni d'arte, insieme al monastero delle Descalzas Reales è uno dei luoghi più importanti della città.
L'edificio fu progettato da fra' Alberto de la Madre de Dios, che lo realizzò tra il 1611 e il 1616. L'austera facciata risponde a un modello ispirato allo stile herreriano. Dopo un incendio, fu sottoposto a un importante intervento di ristrutturazione. L'architetto Ventura Rodríguez conferì alla chiesa uno stile neoclassico, mentre l'interno fu decorato con opere eseguite dai migliori artisti dell'epoca.
Il complesso fa parte del patrimonio nazionale e può essere visitato. È possibile ammirare alcune sale del monastero, come la sala dei Re, il coro, il chiostro e la sagrestia, dove sono esposti dipinti di Jusepe de Ribera, Antonio de Pereda, Luca Giordano e Gregorio Fernández. Ma è la sala del Reliquiario (che ospita una collezione di 700 pezzi in bronzo, corallo, avorio e legni raffinati, provenienti da Italia, Germania, Spagna e Paesi Bassi) la più importante e famosa del monastero, con le sue sculture di Juan de Mena e Francisco Salzillo. Tra le varie reliquie si trovano anche 2 ampolle: una con il sangue di San Gennaro, sottratto da un'ampolla conservata nella Reale cappella del Tesoro di san Gennaro a Napoli e portata in Spagna da Carlo III di Borbone e un'altra con il sangue di san Pantaleone che, secondo la tradizione, si liquefà ogni anno il giorno del santo il 27 luglio.

## Storia
Il monastero venne fondato per ferma volontà della regina Margherita, ragione per la quale il monastero era conosciuto tra la gente della città come “las Margaritas”. Il motivo per cui venne edificato fu per perpetuare il ricordo e la commemorazione di un fatto storico: l'ordinanza del re Filippo III, suo sposo, con cui vennero cacciati gli ultimi Mori ancora residenti a Madrid. La regina aveva dei buoni rapporti con il monastero di San Agustín di Valladolid, dove aveva vissuto per circa sei anni; e da lì venne quella che sarebbe diventata la prima priora del monastero, madre Mariana de San José, accompagnata da Francisca de San Ambrosio (sorella della marchesa de Pozas), da Catalina de la Encarnación e Isabel de la Cruz. Queste quattro suore vissero in un primo momento nel Real Monasterio de Santa Isabel, in attesa che il nuovo monastero venisse edificato. Poco tempo dopo entrò nella comunità la prima novizia; Aldonza de Zúñiga, figlia dei conti di Miranda e figlioccia dei re. Per celebrare questo evento la famiglia donò alla priora un grande calice di agata adornato con rubini e oro, utilizzato per custodire il Santissimo Sacramento. Il nuovo monastero si costruì in un luogo proprietà dal marchese de Pozas, per essere situato nelle vicinanze della residenza reale. In questo modo la famiglia reale poteva accedere direttamente alla chiesa dal Real Álcazar attraverso un passaggio riservato. Questo passaggio si realizzò per desiderio della regina che in questo modo avrebbe potuto accedere al monastero frequentemente e senza causare disagi. Il re in persona pose la prima pietra della costruzione, atto celebrato con grande solennità e sotto la benedizione dell'arcivescovo di Toledo Bernardo de Sandoval y Rojas. 
Purtroppo alcuni mesi dopo, il 3 ottobre 1611, la regina morì senza vedere compiuto l'opera nella quale aveva messo tanto impegno. Il 2 giugno 1616, giorno della Visitazione, fu inaugurato il monastero e la sua chiesa. La famiglia reale e la corte con una lunga e solenne processione si mosse verso la chiesa dove, in presenza del patriarca delle Indie Diego Guzmán de Haros e di altri prelati e religiosi, venne collocato il Santissimo Sacramento. Prima della sua morte, la regina Margherita aveva scritto numerose richieste di sovvenzioni per il monastero e per questo motivo arrivarono numerose e preziose donazioni da diverse parti di Spagna e d'Europa. La regina stessa fece un insolito regalo al monastero, il cui significato rimane tutt'oggi incompreso: il letto dove nacque suo figlio, il futuro re Filippo IV. 
Durante i secoli XVIII e XIX continua la storia del monastero, piena di aneddoti. Così per esempio si sa che Manuel Godoy, primo ministro e favorito di Carlo IV, presenziava ogni giorno alla messa passeggiando dalla sua residenza, il palazzo di Marqués de Grimaldi, alla chiesa. Quando Giuseppe Bonaparte abitava a Madrid in qualità di re, apparve un giorno nel cancello della chiesa un gatto impiccato con un cartello appeso e la scritta : «Si no lías pronto el hato, / te verás como este gato». ("Se non lascerai la città subito / farai la fine di questo gatto”). Nel secolo XIX il religioso e compositore madrileno Lorenzo Román Nielfa fu professore di musica nel convento, lasciando in donazione dopo la sua morte la sua biblioteca musicale contenente opere di Maestri dei secoli XVI e XVII. Il monastero è aperto al pubblico dal 1965. Negli anni '60 si collocò nella piazza antistante la chiesa una statua di Lope de Vega, opera di Mateo Inurria.

## Architettura
Il progetto della chiesa e della parte conventuale fu dell'architetto fra Alberto de la Madre de Dios. Le decorazioni interne della chiesa, che arricchiscono questo maestoso edificio religioso, si devono a Ventura Rodríguez e presentano opere in marmo e bronzo dorato. Lungo la navata principale si trovano vari dipinti della vita di Agostino d'Ippona. Completano le decorazioni pittoriche gli affreschi della volta e della cappella maggiore opera di Francisco Bayeu. Al centro dell'altare maggiore si trova il quadro dell'Annunciazione, opera di Vincenzo Carducci. Il tabernacolo è un capolavoro di Ventura Rodríguez.

## Fonti
- Pedro de Répide, Las calles de Madrid, Editorial Afrodisio Aguado, S.A., Madrid, 1981. ISBN 84-202-0001-8.
- Elías Tormo, Las iglesias del antiguo Madrid, Editorial Instituto de España, 1985. ISBN 84-85559-01-0.
- Ramón de Mesonero Romanos, El antiguo Madrid. Primera parte, Editorial Renacimiento, Madrid 1925.
- Francisco Arquero Soria, Santo Domingo, en Madrid (tomo IV), Espasa-Calpe, S.A., Madrid, 1979. ISBN 84-239-5374-2.
- Agustín Bustamante García, «Los artífices del Real Convento de la Encarnación de Madrid». Boletín del Seminario de Arte y Arqueología, 1975, tomos XL–XLI, pp. 369–388.